# Crassula filiformis
Crassula filiformis (лат.) — вид растений рода Толстянка (Crassula) семейства Толстянковые (Crassulaceae), естественно произрастающий на территории Капской провинции Южно-Африканской Республики.

## Название
Родовое латинское название Crassula происходит от латинского слова crassus, — «толстый», в основном из-за присутствия у растений этого рода сочных листьев.
Видовой латинский эпитет filiformis происходит от лат. filum — «нить» и лат. -formis — «имеющий форму», обусловлен тонкими стеблями растения.

## Ботаническое описание
Однолетние растение с прямыми проволочными стеблями, достигающими длины до 100 мм, разветвленные в различной степени. Листья имеют форму от ланцетной до эллиптической, размеры составляют 3-7(10) × 2–4 мм, они тупые, сплющены в дорзивентральном направлении. Листья голые, слегка мясистые, окрашены от зелёного до коричневого.
Соцветие представлено тирсом, часто содержащим только один дихазий. Чашечка состоит из долей, которые могут иметь продолговатую или широкотреугольную форму, длиной 1–1,5 мм. Доли чашечки тупые, голые, очень мясистые и окрашены в зелёный цвет. Венчик чашевидный, у основания слегка сросшийся, белого цвета; доли обратноланцетные, длиной 2–3 мм, острые, прямые или загнутые назад на вершине. Тычинки с жёлтыми пыльниками. Чешуйки продолговато-клиновидные, размером 0,4–0,7 × 0,2–0,3 мм, усечённые, сначала резко, затем постепенно суженные книзу, мясистые и окрашены от белого до красного. Столбики очень короткие, с дорсолатеральным рыльцем, переходящим на вентральной стороне в короткий рог. Семена, в количестве от 2 до 6, выходят через апикальную пору листовок.
Растение цветёт в период с августа по ноябрь.

## Распространение и экология
Распространен от гор Pakhuis до Порт-Элизабет, встречается вдоль южного побережья Капской провинции от Порт-Элизабет до Салданья. Обитает на песчаных почвах, преимущественно вблизи побережья. Часто встречается в зарослях Олбани, а также на песчаных равнинах.
Отличается от Crassula grammanthoides тем, что цветки мельче, лепестки короче (2–3 мм) и искривлены, а рог столбика очень короткий, составляющий лишь четверть длины завязи.

## Таксономия
Crassula filiformis (Eckl. & Zeyh.) D.Dietr., первое упоминание в Syn. Plant. 2: 1022 (1840).

### Синонимы
Гомотипные (основанные на одном и том же номенклатурном типе):
- Dinacria filiformis (Eckl. & Zeyh.) Harv.
- Grammanthes filiformis Eckl. & Zeyh.
- Vauanthes filiformis (Eckl. & Zeyh.) V.V.Byalt